# 第一製薬
第一製薬株式会社（だいいちせいやく、英: DAIICHI PHARMACEUTICAL CO., LTD.）は、かつて存在した日本の医薬品メーカー。1915年10月1日創業。スローガンは創業70周年記念時に制定された「いのち、ふくらまそう。」。本社所在地は東京都中央区日本橋3-14-10であった。

## 歴史
第一製薬の前身「アーセミン商会」は、慶松勝左衛門によって1915年に設立された。前年に始まった第一次世界大戦のため、海外からの医薬品の輸入が途絶えた。とりわけ深刻だったのは、梅毒の特効薬とされていた「サルバルサン」（Salvarsan, ドイツ・ヘキスト社商標・一般名）だった。サルバルサンはドイツの細菌学者パウル・エールリヒが、留学していた泰佐八郎の協力を得て開発した薬剤である。
その後、1918年に第一製薬株式会社として発足した。
2005年9月28日、三共と持株会社方式で経営統合。2005年4月1日に業界2位となったアステラス製薬（山之内製薬と藤沢薬品工業が合併）を抜き、武田薬品工業に次ぐ業界2位となった。共同持株会社として「第一三共株式会社」を設立。（統合3日後の10月1日に創業90周年を迎えていた）2007年4月に三共ともども第一三共に吸収合併され完全統合した。
また、OTC部門は共に分離され、第一三共ヘルスケアを設立。さらに、2006年4月には藤沢薬品工業と山之内製薬のOTC部門切り離しによって誕生したゼファーマを第一三共の傘下となったことで、OTCで大正製薬に次ぐ業界2位に躍り出た。なお、2007年4月に第一三共ヘルスケアがゼファーマを吸収合併した。

## 代表的な商品
医療用
- タリビッド（一般名：オフロキサシンOFLX）

ウイントマイロン（一般名：ナリジクス酸NA）をリード化合物として合成された抗菌剤。研究開始6年後に合成されたDJ‐1611は腸管吸収が悪く、開発を断念。1979年に見出されたDJ‐6783は尿中に排泄され、断念。1980年にオフロキサシンにたどり着いた。この間合成された新規化合物は1,100に及ぶ。OFLXによって、ニューキノロン系抗菌剤が化学療法（経口）の主流を占めるようになった。
- クラビット®（合成抗菌剤、レボフロキサシン、略号：LVFX）

タリビッドはラセミ体であり、そのL体のみを製剤化したもの。LVFXはOFLXの10倍（他のニューキノロン剤の100倍）という「にわかには信じ難い」（開発者・早川勇夫談）効力を持つ。LVFXの特許出願は1985年だが、6つのグループがしのぎを削っており、早川によれば「特に2番手との差はわずか2日違い」であった。早川はこの発明により紫綬褒章を受章した。
- パナルジン®（抗血小板剤、一般名：塩酸チクロピジン）
- オムニパーク®（非イオン性造影剤、一般名：イオヘキソール）
- モービック®（COX-2阻害薬、一般名：メロキシカム）
- サンリズム®（不整脈治療薬、一般名：ピルジカイニド）
- アーチスト®（α・βブロッカー血圧降下剤、一般名：カルベジロール）
- ミルタックス®（消炎鎮痛外用薬、一般名：ケトプロフェン）
- コバシル®（持続性組織ACE阻害薬、一般名：ペリンドプリルエルブミン）→協和発酵へ販売移管
- シンレスタール®（脂質異常症治療薬、一般名：プロブコール）
- ユリーフ®（選択的α1A受容体阻害薬、前立腺肥大症に伴う排尿障害改善薬、一般名：シロドシン）
- ノイエル®（一般名：塩酸セトラキサート）
- パントシン®（一般名：パンテチン）

B群ビタミンの一種であるパントテン酸の前駆物質。生体内のTCAサイクルを活性化させる。なお、ロシュ社とならんで、第一製薬はパントテン酸の世界的な供給メーカーである。
- トランサミン®（一般名：トラネキサム酸）

世界初の抗プラスミン剤、「イプシロン」（一般名：イプシロン‐アミノカプロン酸）のトランス体で、「イプシロン」の6～10倍の効力を持つ。1969年「トランサミン」は第21回「毎日工業技術賞」を、1970年には「横行地記念賞」を受賞した。現物質発明者の岡本彰祐神戸大学名誉教授（1916 - 2004）は抗プラスミン剤の開発により、フランスの学者からノーベル賞に推薦された。
- エボザック®（一般名：塩酸セビメリン）
- トポテシン®（抗腫瘍薬、一般名：塩酸イリノテカン）
- フエロン®（C型肝炎・肝硬変治療薬、インターフェロンβ: IFN-β）
- ジルテック®（第2世代抗ヒスタミン薬、塩酸セチリジン）

一般用
- カロヤンシリーズ 頭髪剤
- パテックス 外用消炎鎮痛薬
- システィナC ビタミン栄養剤
- センロック 胃腸薬
- 新黒丸 下痢止め
- メディエード 総合感冒薬
- ペラック 風邪薬
- シャント 強心薬
- ベトネベート 皮膚薬 かゆみ止め
- イクジマリン 水虫薬

など

## テレビ提供番組
歴代を含める
- わが輩ははなばな氏（KRT系列、一社提供)
- フランキーの無闇弥太郎（KRT系列、一社提供）
- ざっくばらん物語（KRT系列、一社提供）
- 虹の国から（KRT→TBS系列、一社提供）
- パントポップショー（TBS系列、一社提供）
- 染五郎とともに（TBS系列、一社提供）
- ダンロップフェニックストーナメント（毎日放送・宮崎放送共同制作、TBS系、1989年 - 1997年）
- いのちの響（TBS・毎日放送（2006年3月まで）・中部日本放送、番組は第一三共提供で2007年9月30日まで放送された）
- ニュースステーション（テレビ朝日系列）
- モーニングショー（テレビ朝日系列）
- 報道ステーション（テレビ朝日系列）
- スポーツフロンティア（テレビ朝日系列）
- 水曜ロードショー→金曜ロードショー（日本テレビ系列）
- 追跡（日本テレビ系列、水曜日分）
- どちら様も!!笑ってヨロシク → 1億人の大質問!?笑ってコラえて!（日本テレビ系列）
- 健康増進時代→Oh!診→からだ元気科（日本テレビ系列）

ほか多数

## 創業記念広告
1986年から2005年までの創業記念日の10月1日には創業記念広告シリーズを新聞などに掲載していた。
2000年から2005年の創業記念メッセージは下記のとおりである。
- 2000年（創業85周年）「抗菌剤は副作用との戦いでもあります」
- 2001年（創業86周年）「菌が悲鳴をあげました」
- 2002年（創業87周年）「HELP」〜菌がシッポを巻きました〜
- 2003年（創業88周年）「菌よ、さらば」
- 2004年（創業89周年）「細菌VS抗菌剤」
- 2005年（創業90周年）「いのちに"if"がある限り」

## その他
1995年7月くらいからCMの最後のサウンドロゴには中央に赤ちゃんが登場するようになり、女性の声で15秒版の場合は「第一製薬です。」の、30秒版の場合は「いのち、ふくらまそう。第一製薬です。」のそれぞれナレーションが入っていた。